# Cosmetura mikuraensis
Cosmetura mikuraensis is een rechtvleugelig insect uit de familie sabelsprinkhanen (Tettigoniidae). De wetenschappelijke naam van deze soort is voor het eerst geldig gepubliceerd in 1988 door Kano & Tominaga.